# Friedrich Niethammer (Staatsanwalt)
Friedrich Niethammer (* 19. Januar 1942 in Ludwigsburg; † 15. Juli 1996 in Heilbronn) war Staatsanwalt und langjähriges Mitglied im Heilbronner Gemeinderat. Wenige Tage vor seinem Tod wurde er im Jahr 1996 zum Ehrenbürger von Heilbronn ernannt. Die nach ihm benannte Friedrich-Niethammer-Stiftung setzt sich für die Verbesserung der Lebenssituation Heilbronner Kinder ein.

## Leben
Niethammer war Urururenkel des Dichters und Arztes Justinus Kerner. Er wurde Staatsanwalt und war in den Jahren 1971 bis 1994 Heilbronner Gemeinderatsmitglied. Er war Fraktionsvorsitzender der SPD und von 1977 bis 1996 ehrenamtlicher Stellvertreter des jeweiligen Heilbronner Oberbürgermeisters. Im Jahr 1991 trat er als Gegenkandidat gegen Amtsinhaber Manfred Weinmann (CDU) selbst zur Wahl zum Oberbürgermeister an, unterlag jedoch. 1996 wurde er im Krankenbett drei Tage vor seinem Tod mit der Ehrenbürgerwürde ausgezeichnet.

## Friedrich-Niethammer-Stiftung
Die nach seinem Tod gegründete und nach ihm benannte Friedrich-Niethammer-Stiftung fördert vorwiegend schulische Projekte in Heilbronn, die dazu beitragen sollen, die Lebenssituation von Kindern und Jugendlichen zu verbessern. Vorsitzende des Stiftungsbeirats ist Niethammers Sohn Christoph Niethammer. Eines der größten Projekte der Stiftung war die über mehrere Jahre bis 2005 erfolgte Unterstützung des Streitschlichterhauses der Helene-Lange-Realschule mit einem Gesamtbetrag in Höhe von 12.000 Euro. Im Jahr 2008 unterstützte die Stiftung mit 15.000 Euro das Projekt SüdstadtKids. Die Stiftung finanziert seit 2016 das Projekt „Kunstatelier der Friedrich-Niethammer-Stiftung in Zusammenarbeit mit der Jugendkunstschule“. In Halbjahresprojekten werden Schülern kreative Nachmittagsworkshops an Heilbronner Schulen angeboten.

## Würdigung
Die Stadt Heilbronn hat die Friedrich-Niethammer-Straße nach ihm benannt.